# SMS Nymphe
Az SMS Nymphe az Osztrák–Magyar Monarchia haditengerészetének édesvíz-tartályhajója volt 1894–1918 között. 1920-1934 közt az olasz királyi haditengerészetben szolgált Livenza néven.

## Építése
A hajó 1894-ben épült Triesztben a Stabilimento Tecnico Triestino hajógyárban. Az építés költsége 99 800 korona volt.

## Pályafutása
1895-ben állították szolgálatba.
Fő feladata a cs. és kir. haditengerészet hajói, illetve a vízforrással nem rendelkező erődök édesvízzel való ellátása volt. Aszályos időszakban Pirano, Umago, Rovigno, Lussinpiccolo, Cittanuova, Cigale települések, valamint a Sansegón és Portoroséban található üdülőhelyek ivóvíz-utánpótlását is biztosította.
Az I. világháború lezárása után Olaszországnak ítélték, 1920-ban az olasz királyi haditengerészet Livenza néven szolgálatba állította. 1934-ben leselejtezték, majd lebontották.
A hajó tervrajzait az Osztrák Állami Levéltár Hadilevéltára (Kriegsarchiv) őrzi.